# Birk Ruud
Birk Ruud (* 2. dubna 2000, Bærum) je norský akrobatický lyžař. Na olympijských hrách v Pekingu roku 2022 vyhrál závod v big airu, při olympijské premiéře této disciplíny. Kuriozitou je, že svůj třetí finálový skok předvedl s norskou vlajkou v ruce. Jeho nejlepším výsledkem na mistrovství světa bylo druhé místo ve slopestylu roku 2019. Má dvě zlaté medaile z X Games, obě z big airu. Ve světovém poháru vyhrál šest závodů, desetkrát stál na stupních vítězů (k únoru 2022). Dvakrát se stal celkovým vítězem světového poháru v big airu (2020, 2021).